# Keith Brown (Politiker)

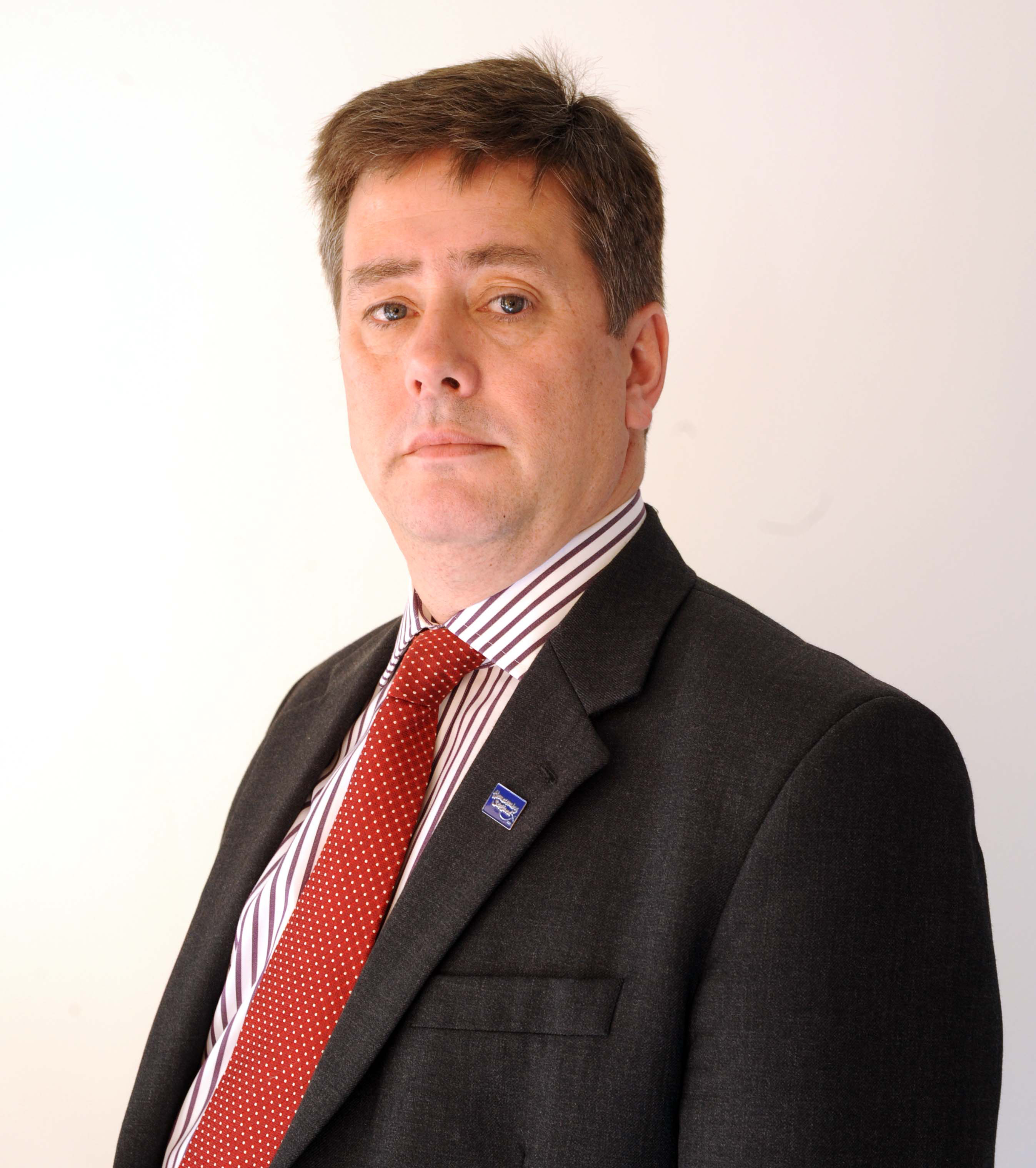
Keith Brown

Keith Brown (* 20. Dezember 1961 in Edinburgh) ist ein schottischer Politiker und Mitglied der Scottish National Party (SNP).
Brown studierte an der Universität Dundee und schloss sich anschließend den Royal Marines an, um im Falklandkrieg zu dienen. Über einen Zeitraum von 15 Jahren war er für die Kommunalregierung von Stirling tätig. Des Weiteren engagierte er sich für die Gewerkschaft UNISON. Brown ist Vater dreier Kinder und lebt derzeit in Dollar.

## Politischer Werdegang
Zur Europawahl 1994 trat Brown für die SNP in der Wahlregion Lothian an. Er konnte jedoch nur die zweithöchste Stimmenanzahl hinter dem Kandidaten der Labour Party, David Martin auf sich vereinen. Im April 1994 trat Brown zur Neuwahl für den Regionalrat von Clackmannanshire an und konnte seinen Wahldistrikt Alva für sich entschieden. Insgesamt war er elf Jahre für den Regionalrat tätig und saß ihm zwischen 1999 und 2003 vor. Zu den Schottischen Parlamentswahlen 2007 kandidierte Brown für den Wahlkreis Ochil, den sein Parteikollege George Reid bei der vorigen Wahl für sich entscheiden konnte. Reid trat zu dieser Wahl nicht mehr an. Brown erlangte das Direktmandat des Wahlkreises mit einem Vorsprung von rund 500 Stimmen vor dem Kandidaten der Labour Party und zog erstmals in das Schottische Parlament ein. Von Februar 2009 bis Dezember 2010 diente Brown als Staatssekretär für Bildung und Lebenslanges Lernen. Seit Dezember 2010 ist er amtierender Staatssekretär für Wohnungsbau und Verkehr. Im Zuge der Wahlkreisreform wurde Browns Wahlkreis Ochil aufgelöst. Zu den Parlamentswahlen 2011 trat er für den Nachfolgekreis Clackmannanshire and Dunblane an und sicherte sich das Direktmandat mit deutlichem Vorsprung vor dem Kandidaten der Labour Party, Richard Simpson.